# Tattoo Magazin
A Tattoo Magazin a Magyar Tetoválók 2000 óta létező havilapja. Szerepelnek benne exkluzív interjúk hazai és külföldi tetováló művészekkel, tetovált modellekkel, tetovált zenekarokkal, valamint egyéb művészekkel (festők, fotósok stb.). Rendszeresen tudósít a fontosabb tetováló expókról, áttekintést nyújt a tetoválás történetéről.
Tattoo Mánia